# Orsi Mangelli
Gli Orsi Mangelli sono una nobile famiglia italiana; imprenditori forlivesi, sono noti in particolar modo per le celebri scuderie e per l'industria tessile OMSA.  

## Storia
La famiglia ebbe origine a seguito dell'unione dei nobili casati degli Orsi e dei Mangelli avvenuto per il matrimonio intercorso nel 1639 fra Checco Orsi e Contessina Mangelli, figlia del conte palatino Traiano Mangelli. 
Figli di Checco Orsi e Contessina Mangelli furono Giovanni Battista, nominato poi vescovo di Cesena nel 1725, e Paolo, consigliere a Forlì nel 1715. Un altro Paolo Orsi Mangelli sposò nel 1804 la contessa Elisabetta Valmarana, dal matrimonio nacquero otto figli. Dopo la morte di Elisabetta, avvenuta nel 1817, il conte Paolo si dedicò alla carriera ecclesiastica, fino ad essere nominato cardinale dell'ordine dei diaconi nel concistoro del 27 gennaio 1843 da papa Gregorio XVI. I discendenti di Paolo ed Elisabetta restarono nella città di Forlì e portarono avanti il cognome Orsi Mangelli. 
La famiglia nel Novecento era divisa in due rami rappresentati rispettivamente da Paolo, il ramo principale, da Antonio, il ramo cadetto. Paolo Orsi Mangelli fu un imprenditore, fondatore della ditta SAOM-OMSA nel 1929 ed anche uno dei più importanti allevatori italiani di cavalli da corsa. Sposerà Giselda Girolimini.

## Arma
3 pali di oro scorciati accompagnati da - 3 stelle (6 raggi) dello stesso poste in fascia in alto tutto su azzurro - albero nodrito su terrazzo di verde attraversato nel tronco da - un bue passante di argento tutto su azzurro.